# Michal Kadlec
Michal Kadlec (Vyškov, 13 december 1984) is een Tsjechisch voetballer die bij voorkeur als verdediger speelt. Hij is de zoon van Miroslav Kadlec, die eveneens in het Tsjechisch voetbalelftal speelde. Tegenwoordig speelt hij bij Sparta Praag.

## Clubcarrière
Hij tekende in januari 2009 een contract tot aan de zomer van 2013 bij Bayer 04 Leverkusen, dat hem het halfjaar daarvoor huurde van Sparta Praag. Kadlec speelde meer dan honderd competitiewedstrijden voor Leverkusen in de Bundesliga, waarin hij acht doelpunten maakte. In juli 2013 tekende hij een contract bij Fenerbahçe SK, waar hij vanaf het begin een rol vervulde als invaller.

## Interlandcarrière
Op 17 november 2007 debuteerde Kadlec in het Tsjechisch voetbalelftal tegen Slowakije (3–1 winst). In zijn eerste wedstrijd maakte hij een eigen doelpunt. Kadlec maakte deel uit van de Tsjechisch selectie voor het Europees kampioenschap voetbal 2008. Hij nam met Tsjechië ook deel aan het EK 2012 in Polen en Oekraïne, waar de ploeg van bondscoach Michal Bílek in de kwartfinales werd uitgeschakeld door Portugal dankzij een rake kopbal van Cristiano Ronaldo. Met Tsjechië neemt hij ook deel aan het Europees kampioenschap voetbal 2016 in Frankrijk.

## Cluboverzicht
| Seizoen | Club                | Competitie     | Wedstrijden | Doelpunten |
| ------- | ------------------- | -------------- | ----------- | ---------- |
| 2004/05 | Sparta Praag        | Gambrinus liga | 10          | 1          |
| 2005/06 | Sparta Praag        | Gambrinus liga | 29          | 0          |
| 2006/07 | Sparta Praag        | Gambrinus liga | 23          | 0          |
| 2007/08 | Sparta Praag        | Gambrinus liga | 29          | 3          |
| 2008/09 | Bayer 04 Leverkusen | Bundesliga     | 30          | 3          |
| 2009/10 | Bayer 04 Leverkusen | Bundesliga     | 24          | 1          |
| 2010/11 | Bayer 04 Leverkusen | Bundesliga     | 32          | 2          |
| 2011/12 | Bayer 04 Leverkusen | Bundesliga     | 30          | 1          |
| 2012/13 | Bayer 04 Leverkusen | Bundesliga     | 14          | 1          |
| 2013/14 | Fenerbahçe          | Süper Lig      | 9           | 2          |
| 2014/15 | Fenerbahçe          | Süper Lig      | 12          | 1          |
| 2015/16 | Fenerbahçe          | Süper Lig      | 8           | 0          |